# آب‌سنگ حلقوی پاکین
آب‌سنگ حلقوی پاکین یک آب‌سنگ حلقوی کوچک در شمال باختری کناره پوناپی در ایالات فدرال میکرونزی است. در کنار آب‌سنگ حلقوی آنت این دو آبخوست گروه آبخوست‌های سنیاوین را تشکیل می‌دهند.

## جزئیات
جمعیت آب‌سنگ حلقوی پاکین بین ۹۰ تا ۱۰۰ نفر است و همه آنها عضو جامعه دور از مرکز مورتلوکس در دهکده سوکس هستند. این جامعه از سوی رهبر سنتی (سونیرِک پاکِین) نمایندگی می‌شود و به عنوان یک سازمان غیرانتفاعی به نام «اتحادیه جامعه پاکین» شناخته می‌شود. حقوق و تعهدات قانونی اتحادیه جامعه پاکین در ۲۸ اوت سال ۲۰۰۷ امضا شدند. مدرسه ابتدایی پاکین و کلیسای بزرگ کاتولیک در بزرگترین آبخوست به نام نیکالاپ قرار دارند. دیگر آبخوست‌های قابل زندگی، شامل پاینپوِل، وِسِتسک، موانید، و اُلاموین می‌شود. آب‌سنگ حلقوی پاکین محل محبوبی برای گردشگری غواصی اسکوبا و غواصی سطحی است.

## تاریخچه
نخستین اروپایی وارد شده به آب‌سنگ حلقوی پاکین کاشف اسپانیایی زن «ایزابل بارتو» با کشتی «سن جرونیمو» بود. او در ۲۱ دسامبر ۱۵۹۵ به همراه «پدرو فرناندز د کیروس» به عنوان سکاندار وارد این آب‌سنگ حلقوی شد.